# The Fall Guy (2024)
The Fall Guy ist eine US-amerikanische Actionkomödie von Regisseur David Leitch, die am 30. April in die deutschen und am 3. Mai 2024 in die US-amerikanischen Kinos kam. Es handelt sich um eine lose Filmadaption der Fernsehserie Ein Colt für alle Fälle aus den 1980er-Jahren, in der Ryan Gosling als Stuntman Colt Seavers zu sehen ist.

## Handlung
Schon seit sechs Jahren arbeitet der Stuntman Colt Seavers als Double für den Filmstar Tom Ryder. Am Set zu dessen neuestem Spielfilm lernt Colt die Kamerafrau Jody Moreno kennen, mit der er schon bald eine Romanze beginnt. Die Liebesbeziehung zwischen beiden endet jedoch abrupt, als sich Colt während eines Stunts schwer am Rücken verletzt und sich daraufhin aus der Filmbranche zurückzieht. Achtzehn Monate später bekommt der genesene Colt von der Filmproduzentin Gail Meyer das Angebot, für den Science-Fiction-Western „Metalstorm“ ins Stuntgeschäft zurückzukehren. Zunächst zeigt er sich nur wenig interessiert, doch als Colt hört, dass es sich bei dem Film um das Regiedebüt von Jody handelt, wittert er seine Chance, sich bei seiner ehemaligen Partnerin zu rehabilitieren.
Jody ist von Colts Anwesenheit am Filmset zunächst alles andere als begeistert, hat er sich seit seinem Unfall doch bei ihr nicht mehr gemeldet. Trotzdem akzeptiert sie sein Engagement und nutzt vermeintlich über den Film geführte Gespräche dazu, Colt subtil zu signalisieren, wie sehr sie von seinen Handlungen verletzt wurde. Colt zeigt sich reumütig und schon bald beginnen alte Gefühle in beiden wieder hochzukommen. Die gemeinsame Filmproduktion steht jedoch vor einem unerwarteten Problem, da Hauptdarsteller Tom Ryder spurlos verschwunden ist.
Colt wird von Gail beauftragt, Ryder ausfindig zu machen, um die Filmproduktion fortsetzen und so Jodys Regiedebüt retten zu können. Die Suche nach dem Filmstar führt Colt zunächst in einen Nachtclub, wo er unter Drogen gesetzt wird, ehe der Stuntman Ryders Apartment aufsucht. Dort findet er die Leiche eines Stuntkollegen vor, die jedoch schon kurze Zeit später spurlos verschwunden ist. Von Gail wird Colt nahegelegt, die Filmproduktion wieder zu verlassen, doch der Stuntman entscheidet sich dazu, den Geschehnissen nachzugehen.
Colt kontaktiert Ryders Assistentin Alma Milan und erhält von ihr das Handy des Filmstars. Auf dem Gerät ist ein Video gespeichert, das zeigt, wie Ryder den Stuntman aus dem Hotel versehentlich tötete, als dieser ihn auf seine fehlende Bereitschaft zur Stuntarbeit angesprochen hatte. Mit dem Beweis in der Tasche wird Colt schon bald zum Ziel von Handlangern, die sich als Gefolgsleute von Ryder entpuppen. Wie sich herausstellt haben Ryder und Gail gemeinsam eine Deepfake-Version des Videos erstellt und Colt absichtlich in das Hotelzimmer gelockt, um ihn nun der Öffentlichkeit als wahren Täter präsentieren zu können. Der Plan der beiden sah auch den anschließenden Suizid des Stuntman vor, doch Colt täuscht seinen Tod nur vor, um sich vorübergehend vor den Ermittlungsbehörden verstecken zu können.
Da das Handy samt Originalvideo während einer Schießerei zerstört wurde, schmieden Jody und Colt gemeinsam den Plan, Ryder bei den abschließenden Dreharbeiten ein Geständnis zu entlocken. Das Vorhaben gelingt, doch Gail entwendet die Aufnahmen und versucht sich gemeinsam mit Ryder aus dem Staub zu machen. Mit der Unterstützung seines Stuntteams kann Colt die belastenden Beweise sicherstellen und seinen Namen reinwaschen. Gail wird von der Polizei für ihre Beweisvereitelung verhaftet, während sich Ryder versehentlich selbst in die Luft sprengt. Der Film Metalstorm wird anschließend mit Jason Momoa neugedreht und zu einem vollen Erfolg.

## Produktion

### Entstehung und Filmstab
In den 2000er-Jahren versuchte das Filmstudio Warner Bros. erfolglos, die erfolgreiche 1980er-Jahre-Actionserie Ein Colt für alle Fälle, in der ein Hollywood-Stuntman auch als Kopfgeldjäger arbeitet, als Film zu adaptieren. Die langjährigen Rechteinhaber Walter F. Parkes und Laurie MacDonald schlossen sich daraufhin im Jahr 2010 mit DreamWorks zusammen, um ein Reboot des Films mit dem Originaltitel The Fall Guy final zu realisieren. Im Folgejahr konnten Ashley Miller und Zack Stentz als Drehbuchautoren verpflichtet werden, während sich Martin Campbell dem Filmprojekt als Regisseur anschloss. Eine geplante Umsetzung mit Nicolas Cage scheiterte jedoch, woraufhin im Jahr 2013 der Regieposten mit McG und die Hauptrolle mit Dwayne Johnson neubesetzt wurden. Gleichzeitig wurde The Fall Guy auf dem Toronto International Film Festival vorgestellt, wo die Produktionsunternehmen Hyde Park Entertainment von Ashok Amritraj und WWE Studios von Michael Luisi für das Projekt gewonnen werden konnten.
Nach Jahren des Stillstands und ohne Umsetzung bekam das Stuntman-Actiongenre im Jahr 2019 durch den Quentin-Tarantino-Film Once Upon a Time in Hollywood mit Brad Pitt neue Aufmerksamkeit. Der ehemalige Stuntman und heutige Regisseur David Leitch tat sich daraufhin mit den Filmproduzenten Guymon Casady von Entertainment 360 und Kelly McCormick von 87North Productions zusammen, um für The Fall Guy einen neuen Ansatz auszuarbeiten. So sollte die Adaption fortan eine Mischung aus Action, Komödie und Romanze werden. Das Trio verpflichtete neben Drehbuchautor Drew Pearce auch Hauptdarsteller Ryan Gosling, der zuvor bereits in den Filmen Drive und The Place Beyond the Pines einen Stuntman verkörperte. Das Projekt wurde im Anschluss verschiedenen Filmstudios zum Kauf angeboten, wobei sich Universal im Bietergefecht gegen Netflix, Paramount, MGM, Lionsgate sowie Sony durchsetzte und für rund 125 Millionen US-Dollar inklusive des Budgets die Verfilmungsrechte sicherte.

### Besetzung und Dreharbeiten
Im August 2022 schloss sich Emily Blunt in der Rolle der Nachwuchsregisseurin Jody Moreno der Besetzung an. Zwei Monate später wurde Aaron Taylor-Johnson für die Rolle des Filmstars Tom Ryder verpflichtet, während Stephanie Hsu als seine Assistentin Alma Milan zu sehen ist. In weiteren Nebenrollen schlossen sich Winston Duke als Stunt Coordinator Dan Tucker, Hannah Waddingham als Filmproduzentin Gail Meyer und Teresa Palmer als Schauspielerin Iggy Starr der Besetzung an. Lee Majors und Heather Thomas, die Hauptdarsteller der Originalserie Ein Colt für alle Fälle, haben neben Jason Momoa Cameo-Auftritte im Film.

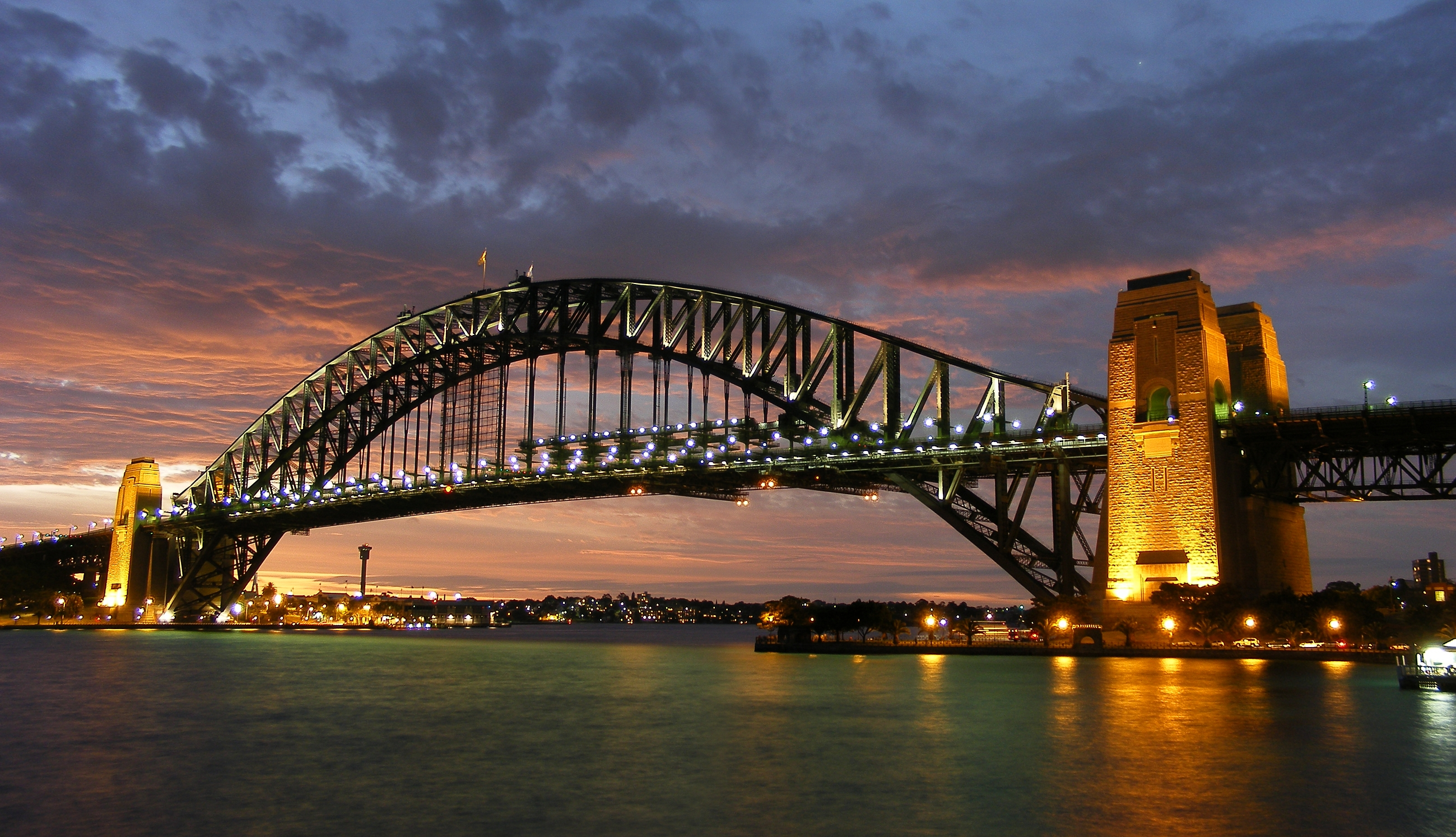
Die Sydney Harbour Bridge

Die Dreharbeiten mit Kameramann Jonathan Sela begannen am 3. Oktober 2022 in den Disney Studios Australia in Sydney. Von der australischen Bundesregierung bekam das Filmprojekt eine finanzielle Förderung in Höhe von 30 Millionen Australische Dollar, vom Bundesstaat New South Wales weitere 14,5 Millionen. Im Gegenzug wurde erwartet, dass durch die Produktion über 244 Millionen Australische Dollar in den australischen Wirtschaftskreislauf einfließen und einschließlich der Komparsen über 4000 befristete Beschäftigungsverhältnisse entstehen würden. Zu den Drehorten in der australischen Großstadt zählten neben den Vororten Narrabeen und Rushcutters Bay auch der Wynyard Park und die Sydney Harbour Bridge. Für weitere Aufnahmen wurde die städtische Stadtbahn genutzt.
Seitens der Produktion wurde großen Wert auf die realistische Darstellung der Stuntarbeit gelegt, weshalb man auf CGI größtenteils verzichtete. Als Hauptdouble für Ryan Gosling fungierte dabei Ben Jenkins, während Logan Holladay bei Autostunts und Justin Eaton in Nahkampfszenen zum Einsatz kam. Darüber hinaus absolvierte der Stuntman Troy Brown für den Film einen Sprung aus einer Höhe von rund 45 Metern. Holladay brach für die Dreharbeiten mit 8,5 „Cannon Rolls“ den Weltrekord für die meisten Überschläge mit einem Auto am Stück. Dem Stunt Coordinator Chris O’Hara wurde von der SAG-AFTRA erstmals bei einem Film der neuerdachte Credit als „Stunt Designer“ zugestanden.
Die Filmmusik komponierte der Brite Dominic Lewis. Daneben steuerte der US-amerikanische Country-Sänger Blake Shelton eine Coverversion des Ein-Colt-für-alle-Fälle-Titellieds The Unknown Stuntman zum Film bei. Der Soundtrack umfasste zudem die Songs I Was Made for Lovin’ You von Kiss, eine weitere Coverversion von Yungblud, All Too Well von Taylor Swift, Against All Odds von Phil Collins und das Miami Vice Theme.

### Marketing und Veröffentlichung
Erstes Bildmaterial wurde im April 2023 exklusiv auf der CinemaCon vorgestellt. Ein Trailer zum Film wurde am 2. November 2023 veröffentlicht, ehe ein weiterer Werbespot am 11. Februar 2024 im Rahmen des Super Bowl LVIII ausgestrahlt wurde. Im Zuge der Promotion des Actionfilms wurde auch eine von The Fall Guy inspirierte Stuntshow für drei Wochen ins Programm der Universal Studios Hollywood in Los Angeles aufgenommen.
Die Weltpremiere erfolgte am 12. März 2024 auf dem Filmfestival South by Southwest in Austin, Texas, ehe der Film am 8. April auch die CinemaCon in Las Vegas eröffnete. The Fall Guy sollte ursprünglich am 1. März 2024 in die US-amerikanischen Kinos kommen, ehe der Starttermin auf den 3. Mai 2024 verschoben wurde. In Deutschland und China lief der Film am 30. April 2024 in den Kinos an. Bereits am 21. Mai 2024 erfolgte in den Vereinigten Staaten der digitale Heimkinostart, im Zuge dessen auch eine Extended Version veröffentlicht wurde. Diese Version ist rund 20 Minuten länger als die Kinofassung, enthält zusätzliche Szenen und Umschnitte.

## Synchronisation
Die deutschsprachige Synchronisation entstand nach einem Dialogbuch und unter der Dialogregie von Marius Clarén bei FFS Film- & Fernseh-Synchron.
| Rolle        | Darsteller           | Synchronsprecher   |
| ------------ | -------------------- | ------------------ |
| Colt Seavers | Ryan Gosling         | Tommy Morgenstern  |
| Jody Moreno  | Emily Blunt          | Bianca Krahl       |
| Tom Ryder    | Aaron Taylor-Johnson | Ricardo Richter    |
| Gail Meyer   | Hannah Waddingham    | Madeleine Stolze   |
| Dan Tucker   | Winston Duke         | Björn Schalla      |
| Iggy Starr   | Teresa Palmer        | Nicole Hannak      |
| Nigel        | Adam Dunn            | Daniel Welbat      |
| Dressler     | Ben Knight           | Jan-David Rönfeldt |
| Doone        | Matuse               | Tim Sander         |
| Jason Momoa  | Jason Momoa          | Matti Klemm        |

## Rezeption

### Altersfreigabe
In den Vereinigten Staaten erhielt The Fall Guy von der MPA aufgrund der Action und Gewalt, einigen Drogeninhalten und der Sprache ein PG-13-Rating. In Deutschland vergab die FSK eine Freigabe ab 12 Jahren. In der Freigabebegründung heißt es, der Film enthalte einige Kampf- und Actionszenen mit Verfolgungsjagden, Schlägereien und Schießereien, bei denen Verletzungsdarstellungen und körperliche Gewalt aber nicht reißerisch ausgespielt werden würden. Da einige der Szenen zudem im Rahmen von Filmdrehs stattfinden und durch komödiantische Überzeichnungen gebrochen werden würden, sei The Fall Guy als augenzwinkernd-ironische, im Filmgeschäft angesiedelte Actionkomödie erkennbar.

### Kritiken

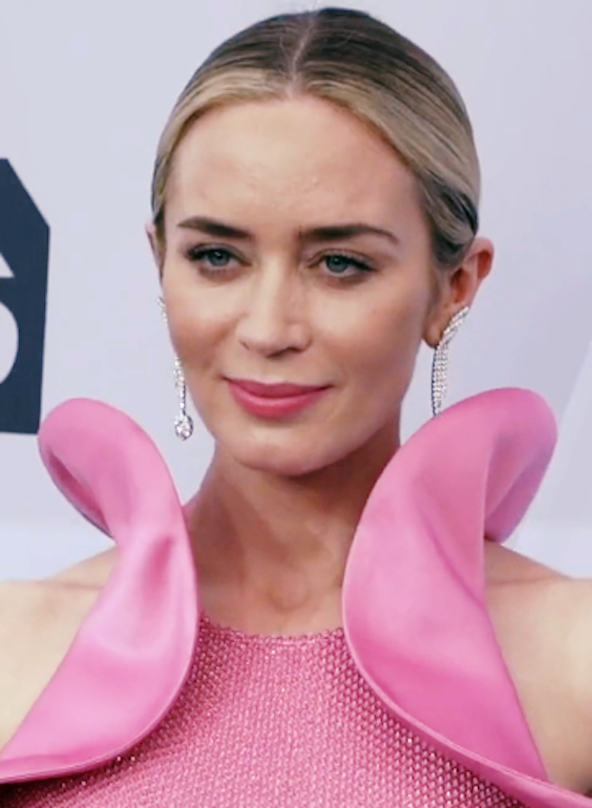
Emily Blunt erhielt für ihre Darbietung überwiegend Lob.

Erste Stimmen zum Film fielen überwiegend positiv aus und bezeichneten The Fall Guy als kurzweiliges und energiegeladenes Spektakel, das mit einer Vielzahl verrückter Stunts punkten könne. Ebenso wurde die Starbesetzung gelobt und dabei insbesondere die gelungene Romanze zwischen den Hauptdarstellern Ryan Gosling und Emily Blunt hervorgehoben. Vereinzelte Kritik erfuhren schlechte Gags, auch wenn The Fall Guy überwiegend als lustig empfunden wurde.
Bei Rotten Tomatoes konnte der Film 81 % der 374 gelisteten Kritiker überzeugen und erhielt dabei eine durchschnittliche Bewertung von 7,1 von 10 Punkten. Als zusammenfassendes Fazit zieht die Seite, mit Action, Comedy, Romantik und zwei wunderbar aufeinander abgestimmten Hauptdarstellern könne The Fall Guy der seltene Mainstream-Film sein, der für jeden etwas zu bieten habe. Auf Metacritic bekam die Actionkomödie basierend auf 57 Rezensionen einen Metascore von 73 von 100 Punkten.
Zu einem positiven Urteil gelangt Peter Debruge von Variety, für den The Fall Guy eine überraschend romantische Neuauflage der gleichnamigen ’80er-Jahre-Serie sei. Im Mittelpunkt des epischen Stunt-Spektakels stehe dabei eine knisternde Romanze zwischen Ryan Gosling und Emily Blunt, in der Gosling der ultimative Scene Stealer sei. Mit Colt Seavers verkörpere er seine bisher ansprechendste Figur – eine Mischung aus dem hingebungsvollen Actionheld aus Drive mit dem charismatischen Frauenheld aus Crazy, Stupid, Love. – auch wenn der Charakter keine wirkliche Tiefe habe und kaum ausgearbeitet werde. Dennoch sei seine Dynamik mit Blunt eine der Stärken des Films und könne einige Schwächen des überkomplizierten, überladenen und vorhersehbaren Drehbuchs ausgleichen. Der visuell glänzende Film sei dadurch lustig und sexy, auch wenn er insgesamt nicht die beste Action von Regisseur David Leitch zu bieten habe.
Auch Adrian Horton bezeichnet The Fall Guy in ihrer Filmkritik für den Guardian als „entzückende Actionkomödie“, die eine liebevolle und äußerst unterhaltsame Ode an die Stuntarbeit wäre. Die charmante, unprätentiöse Widerlegung des Vormarsches digitaler Effekte in der Filmbranche sei eine Hommage an große Blockbuster-Filme mit großen Stunts und biete zwei Stunden voller Schwung und gutem Timing. Daneben punkte The Fall Guy mit zwei Hauptdarstellern mit spürbarer Chemie, durch die der Film zu einem prickelnden, romantischen Genuss werde. The Fall Guy komme von Herzen ohne sich selbst dabei zu ernst zu nehmen und so könne auch über die dürftige, an Absurdität grenzende Mystery-Handlung hinweggesehen werden.
Kritischer zeigt sich Daniel Gerhardt von der Zeit, für den The Fall Guy als „ziemlicher Quatschfilm“ zwar Kinderunterhaltung für Erwachsene sei, dadurch aber auch einige Freiheiten genieße. So könne Regisseur David Leitch mit zahlreichen Actionszenen nicht nur Aufmerksamkeit für die Stuntarbeit schaffen, sondern auch das Blockbusterkino der ’80er-Jahre huldigen und parodieren. Mit der Originalserie Ein Colt für alle Fälle habe der Film allerdings nicht mehr viel zu tun; das ursprünglich „Raubeinige und der Hemdsärmelcharme“ der Hauptfigur würden bei Gosling eher putzig erscheinen und der titelgebende Stuntman so zu einem tagträumenden und mitunter auch trotteligen Sweetheart werden.
Ein enttäuschtes Fazit zieht auch Kevin Maher von der Times, der The Fall Guy als langweiligen, langwierigen Neustart der ’80er-Jahre-Serie bezeichnet. Auch wenn die beiden Hauptdarsteller Ryan Gosling und Emily Blunt eine gute Chemie miteinander hätten, könnten beide den chaotischen Film nicht retten. Kritisch hebt Maher insbesondere das von Drew Pearce verfasste Drehbuch hervor, das voller Inkohärenzen, Klischees und Wiederholungen sei. Nebenhandlungen würden entweder keinen Sinn ergeben oder einfach verworfen werden und jeder Hauch von Originalität zu Tode geprügelt werden. Darüber hinaus seien auch die Charaktere durchweg dünn.

### Einspielergebnis
Am Startwochenende konnte The Fall Guy in den Vereinigten Staaten mit Einnahmen in Höhe von rund 28,5 Millionen US-Dollar zwar die Spitzenposition der Kino-Charts belegen, blieb aber leicht hinter den prognostizierten Erwartungen zurück. Die weltweiten Einnahmen aus Kinovorführungen belaufen sich auf 181,1 Millionen US-Dollar, von denen der Film allein 92,9 Millionen im nordamerikanischen Raum erwirtschaften konnte. In Deutschland verzeichnete The Fall Guy insgesamt 690.982 Kinobesucher.

### Auszeichnungen
Astra Film Awards 2024
- Nominierung als Bester Action- oder Science-Fiction-Film
- Nominierung für die Besten Stunts
- Nominierung für die Beste Stuntkoordination (Chris O’Hara)[51]

Austin Film Critics Association Awards 2024
- Auszeichnung für die Besten Stunts[52]

Costume Designers Guild Awards 2025
- Nominierung für die Besten Kostüme in einem zeitgenössischen Film (Sarah Evelyn)[53]

Critics’ Choice Super Awards 2025
- Nominierung als Bester Actionfilm
- Nominierung als Bester Schauspieler in einem Actionfilm (Ryan Gosling)
- Nominierung als Beste Schauspielerin in einem Actionfilm (Emily Blunt)[54]

Indiana Film Journalists Association Awards 2024
- Nominierung für die Beste Stunt-Choreografie (Chris O’Hara)[55]

Kansas City Film Critics Circle Awards 2025
- Nominierung für die Besten Stunts[56]

Oklahoma Film Critics Circle Awards 2025
- Auszeichnung für die Besten Stunts[57]

Satellite Awards 2024
- Nominierung als Bester Hauptdarsteller – Komödie oder Musical (Ryan Gosling)[58]

Saturn-Award-Verleihung 2025
- Nominierung als Bester Action- oder Abenteuerfilm

Screen Actors Guild Awards 2025
- Auszeichnung als Bestes Stuntensemble